# Liste der Biografien/Foi
Liste der Biografien |
Portal Biografien |
Personensuche
# |
A |
B |
C |
D |
E |
F |
G |
H |
I |
J |
K |
L |
M |
N |
O |
P |
Q |
R |
S |
T |
U |
V |
W |
X |
Y |
Z |
?
 
Fa |
Fe |
Ff |
Fh |
Fi |
Fj |
Fk |
Fl |
Fm |
Fn |
Fo |
Fr |
Ft |
Fu |
Fy
 
Foa |
Fob |
Foc |
Fod |
Foe |
Fof |
Fog |
Foh |
Foi |
Foj |
Fok |
Fol |
Fom |
Fon |
Foo |
Fop |
For |
Fos |
Fot |
Fou |
Fov |
Fow |
Fox |
Foy |
Foz
Die Liste der Biografien führt alle Personen auf, die in der deutschsprachigen Wikipedia einen Artikel haben. Dieses ist eine Teilliste mit 43 Einträgen von Personen, deren Namen mit den Buchstaben „Foi“ beginnt.

## Foi

### Foia
- Foias, Ciprian (1933–2020), rumänisch-US-amerikanischer Mathematiker

### Foid
- Foidl, Gerold (1938–1982), österreichischer Autor
- Foidl, Günther (* 1982), österreichischer Skifahrer
- Foidl, Hans-Peter (* 1978), österreichischer Biathlet
- Foidl, Maximilian (* 1995), österreichischer Mountainbiker

### Foig
- Foighel, Isi (1927–2007), dänischer Jurist, Politiker (Det Konservative Folkeparti), Mitglied des Folketing und Richter am EGMR
- Foigny, Gabriel de (1630–1692), französischer Sprachlehrer und utopischer Schriftsteller

### Foik
- Foik, Marian (1933–2005), polnischer Leichtathlet und Olympiateilnehmer

### Foil
- Foillan, irischer Heiliger

### Foir
- Foirest, Laurent (* 1973), französischer Basketballspieler und -trainer

### Fois
- Fois, Marcello (* 1960), italienischer Schriftsteller
- Foïs, Marina (* 1970), französische SchauspielerinMarina Foïs (* 1970)

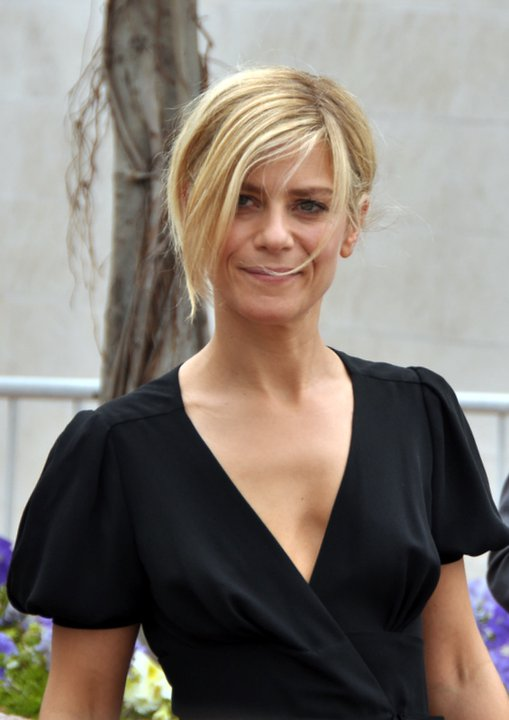
Marina Foïs (* 1970)

- Fois, Valentino (1973–2008), italienischer Radrennfahrer
- Foisneau, Luc (* 1963), französischer Philosoph
- Foișor, Cristina-Adela (1967–2017), rumänische Schachspielerin
- Foișor, Mihaela-Veronica (* 1994), rumänische Schachspielerin
- Foișor, Sabina-Francesca (* 1989), rumänisch-US-amerikanische Schachmeisterin
- Foissner, Roman (* 1924), österreichischer Ordenspriester und Kulturschaffender
- Foissner, Wilhelm (1948–2020), österreichischer Biologe
- Foisy, Claude (* 1955), kanadischer Filmkomponist

### Foit
- Foit, Erhard (* 1939), deutscher Fußballspieler
- Foit, Otto (* 1947), deutscher Krankenhausmanager
- Foit, Robert (1889–1963), österreichischer (steirischer) Porträt-, Stillleben- und Landschaftsmaler
- Foitek, Gregor (* 1965), Schweizer Automobilrennfahrer
- Foitek, Karl (1931–2019), Schweizer Automobilrennfahrer
- Foitik, Gerry (* 1970), österreichischer NGO-Manager und Bundesrettungskommandant des österreichischen Roten Kreuzes
- Foitzick, Max (1836–1906), deutscher Berghauptmann (Oberbergamte Dortmund)
- Foitzick, Victor (1877–1952), deutscher Jurist
- Foitzick, Walter (1886–1955), deutscher Schriftsteller, Journalist und Redakteur
- Foitzik, Klaus (* 1961), deutscher Kinderliedermacher

### Foix
- Foix, André de († 1547), französischer Feldherr
- Foix, Charles (1882–1927), französischer Internist und Neurologe
- Foix, Françoise de († 1537), Mätresse des französischen Königs Franz I.
- Foix, Gaston de (1489–1512), französischer militärischer Oberbefehlshaber
- Foix, Jacques (1930–2017), französischer Fußballspieler
- Foix, Odet de (1485–1528), Marschall von Frankreich
- Foix, Paul de (1528–1584), französischer Erzbischof und Diplomat
- Foix, Pierre de (1386–1464), französischer Kardinal und Erzbischof, Legat des Papstes
- Foix, Pierre de (1449–1490), französischer katholischer Geistlicher, Kardinal und Erzbischof von Palermo
- Foix, Thomas de († 1525), Marschall von Frankreich
- Foix, Vincent (1857–1932), französischer Romanist, Okzitanist, Dialektologe und Lexikograf
- Foix-Candale, Anne de (1484–1506), französische Prinzessin aus dem Haus Grailly und durch Heirat Königin von Böhmen und UngarnAnne de Foix-Candale (1484–1506)

Anne de Foix-Candale (1484–1506)

- Foix-Candale, Charlotte Diane de († 1587), französische Adelige der Renaissance